# 卡本代爾 (密歇根州)
卡本代爾（英語：Carbondale）是位於美國密歇根州梅諾米尼縣梅諾米尼鎮區的一個非建制地區。

## 歷史
卡本代爾的郵局於1881年開設，其後於1904年停運。此地得名自附近一家產煤的工廠。

## 地理
卡本代爾所處的海拔為高於海平面202米（即663英呎），而該地所採用的時區為UTC-6，即北美中部時區（CST）。同時該地設有夏令時間，為UTC-6調快一小時，即UTC-5（CDT）。